# Liste der Baudenkmäler in Freisen
In der Liste der Baudenkmäler in Freisen sind alle Baudenkmäler der saarländischen Gemeinde Freisen und ihrer Ortsteile aufgelistet. Grundlage ist die Veröffentlichung der Landesdenkmalliste im Amtsblatt des Saarlandes vom 22. Dezember 2004 sowie die Inventarliste und die aktuelle Denkmalliste des Landesdenkmalamtes Saar.

## Asweiler
| Lage                | Bezeichnung | Beschreibung | Bild |
| ------------------- | ----------- | ------------ | ---- |
| Husselstraße 9 Lage | Bauernhof   | Erbaut 1884  |      |

## Freisen
| Lage                                       | Bezeichnung               | Beschreibung | Bild |
| ------------------------------------------ | ------------------------- | --- | ---- |
| Remigiusstraße, vor kath. Pfarrkirche Lage | Kriegerdenkmal            | |      |
| Remigiusstraße Lage                        | Kath. Kirche St. Remigius | St. Remigius wurde im Jahr 1753 als barocke Saalkirche errichtet. 1953 erweiterte man das Langhaus um ein Querhaus und einen Chor erweitert. Über das schlichte Rundbogenportal mit Gewände im Westturm gelangt man in das Innere. Die gestufte Stirnwand mit Bändern aus runden Fenstern führt zum Chorraum mit dreiseitigem Schluss und großen runden Fenstern. |      |

## Grügelborn
| Lage                    | Bezeichnung | Beschreibung | Bild |
| ----------------------- | ----------- | ------------ | ---- |
| Im Dreieck, o. Nr. Lage | Wegekreuz   | 1905         |      |
| Steinbachstraße 2 Lage  | Bauernhaus  | 1798         |      |

## Haupersweiler
| Lage                                       | Bezeichnung           | Beschreibung | Bild |
| ------------------------------------------ | --------------------- | --- | ---- |
| Oberkircher Straße Lage                    | Eisenbahnbrücke, 1938 | Schon in der Mitte des 19. Jahrhunderts gab es Pläne für eine Bahnstrecke durch das Ostertal, doch erst 1937 beschloss der nationalsozialistische Gauleiter für Rheinland-Pfalz den Bau der Strecke. Charakteristisch für die Bahn sind die Brücken aus Basaltsteinen der Region. Die niedrige Eisenbahnbrücke in Haupersweiler besitzt drei ganze Bögen und je einen halben auf jeder Seite. Sie wurde mit der Eröffnung des letzten Teilstückes der Bahnstrecke im Jahr 1938 in Dienst gestellt. |      |
| Oberkircher Straße (gegenüber Nr. 11) Lage | Wegekreuz             | 18. Jahrhundert |      |
| Oberkircher Straße 13 Lage                 | Bauernhaus            | Erste Hälfte des 19. Jahrhunderts |      |

## Oberkirchen
| Lage                                    | Bezeichnung                                                                                | Beschreibung | Bild |
| --------------------------------------- | ------------------------------------------------------------------------------------------ | --- | ---- |
| Dreieckstraße/Ecke Rembrandtstraße Lage | Wegekreuz                                                                                  | Letztes Viertel des 18. Jahrhunderts |      |
| Gartenstraße Lage                       | Bahnunterführung                                                                           | 1936 als Teil der errichtet. |      |
| Hauptstraße 26 Lage                     | Schule                                                                                     | Der traufständige, zweigeschossige Sandsteinbau wurde 1882 errichtet. Er besitzt zwei Eckrisalite – einer mit zwei und einer ohne Fensterachsen. Ein Sohlbankgesims verbindet die Fenster im Obergeschoss, ein Traufgesims im Mittelteil setzt sich in die Risalite fort. |      |
| Matzenbergstraße Lage                   | Turm der kath. Pfarrkirche St. Katharina, spätgotisches Taufbecken, figürliche Ausstattung | Die Saalkirche wurde um 1760 erbaut und 1956/57 nach Osten erweitert. Ältester Teil ist der spätgotische Westturm mit flachem Spitzbogenportal in dem sich die Jahreszahl 1414 findet. Der Turm aus Bruchsteinen wurde leicht in das Kirchenschiff gesetzt. Er ist durch zwei umlaufende Gurtgesimse gegliedert. Denkmalgeschützt ist außerdem ein Teil der Ausstattung, darunter einige Figuren des 19. Jahrhunderts und das spätgotische Taufbecken. |      |
| Museumsstraße Lage                      | Bahnunterführung                                                                           | 1936 errichtet. |      |
| Talbrückstraße Lage                     | Talbrücke Oberkirchen, 1936 (Einzeldenkmal)                                                | Die Eisenbahnbrücke wurde 1935/36 in 16 Monaten Bauzeit von der Baufirma Polensky & Zöllner mit Basaltsteinen erbaut. Die Brücke ist 275 m lang und besitzt 12 Bögen auf 11 Pfeilern. In den Jahren 1969/1970 wurde die Westrichbahn wegen mangelnder Rentabilität geschlossen und die Schienen abgebaut. Seit 1993 ist die Brücke Teil des Fritz-Wunderlich-Wanderweges.                                                                              |      |

## Reitscheid
| Lage                       | Bezeichnung | Beschreibung | Bild |
| -------------------------- | ----------- | ------------ | ---- |
| Grügelborner Straße 3 Lage | Bauernhaus  | Erbaut 1862  |      |

## Schwarzerden
| Lage            | Bezeichnung | Beschreibung                                                       | Bild |
| --------------- | ----------- | ------------------------------------------------------------------ | ---- |
| Im Bruch 3 Lage | Bauernhaus  | Der ältere Wirtschaftsteil stammt von 1858, das Wohnhaus von 1894. |      |